# حسین شکوه
میرزا حسین شکوه‌الملک (زاده ۱۲۵۹ تهران – درگذشته ۱۳۳۰ تهران) با نام خانوادگی شکوه رئیس دفتر مخصوص رضاشاه و محمدرضا شاه پهلوی بود.

## زندگی‌نامه
پدرش میرزا علی آقا شکوه‌الملک فرزند میرزا محمد قوام‌الدوله، والی خراسان در دوره ناصرالدین شاه قاجار بود. میرزا حسین در تهران نزد معلمان خصوصی تحصیل کرد و در فراگیری خوشنویسی تلاش زیادی کرد. مدتی نیز فلسفه و حکمت خواند. سپس به سنت خانوادگی وارد کار محاسبات و مالیه شد. در سال ۱۲۹۸ خورشیدی در دوران نخست‌وزیری پسرخاله‌اش وثوق‌الدوله رئیس دفتر او و سپس رئیس دفتر احمدشاه شد. در سال ۱۳۰۰ که پسرخاله دیگرش قوام‌السلطنه نخست‌وزیر شد، او را معاون وحیدالملک وزیر پست و تلگراف کابینه خود کرد. وحیدالملک در دولت مستوفی‌الممالک هم وزیر پست و تلگراف بود و شکوه‌آلملک تا پایان کار دولت مستوفی‌الممالک در ۲۶ خرداد ۱۳۰۲ همراه با او ماند. سال بعد که جعفرقلی خان سرداراسعد بختیاری وزیر پست و تلگراف شد، در ۲۱ بهمن شکوه‌الملک را به معاون خود به مجلس معرفی کرد. تا سال ۱۳۰۵ که وزارت سردار اسعد پایان یافت. پس از آن مدتی در کابینه مستوفی‌الممالک معاون حسن اسفندیاری وزیر مالیه بود تا یازدهم دی آن سال که احمد اتابکی وزیر پست و تلگراف شکوه را به عنوان معاون خود به مجلس معرفی کرد.
رضا شاه در سال ۱۳۰۶ حسین شکوه را به جای دبیراعظم بهرامی رئیس دفتر مخصوص کرد. شکوه تا کناره‌گیری رضاشاه از سلطنت در این سمت ماند و در سفر رضاشاه به ترکیه در سال ۱۳۱۳ او را همراهی کرد. پس از روی کار آمدن محمدرضا شاه نیز شکوه سمت ریاست دفتر مخصوص را تا مدتی حفظ کرد و سپس جای خود را به حسین هیراد دارد. حسین شکوه را مردی کاردان و مؤدب اما تودار و مرموز توصیف کرده‌اند که زبان فرانسه حرف می‌زد.